# С широко закрытыми глазами
«С широко́ закры́тыми глаза́ми» (англ. Eyes Wide Shut, букв. «Широко закрытые глаза») — последний художественный фильм Стэнли Кубрика, снятый по мотивам повести австрийского писателя Артура Шницлера «Новелла о снах». В отличие от первоисточника, повествование перенесено из Вены 1920-х годов на Манхэттен 1990-х. Главную роль сыграли тогдашние супруги Том Круз и Николь Кидман. Картина затрагивает проблемы супружеской верности и полна фрейдистских намёков. Блуждания главного героя доктора Уильяма Харфорда по Нью-Йорку напоминают нечто среднее между сном и реальностью.
Съёмки проводились в Лондоне, в период с ноября 1996 по июнь 1998 года. Круз и Кидман подписали открытые контракты, обязывающие актёров сниматься столько времени, сколько будет необходимо режиссёру. Стэнли Кубрик не был стеснён временными рамками, поэтому съёмочный процесс сильно затянулся. Во время съёмок режиссёр побил собственный рекорд по количеству дублей.
Студия Warner Bros. организовала широкую рекламную кампанию картины, при этом все детали сюжета хранились в строгой тайне. В СМИ появлялись слухи о провокационном и порнографическом содержании будущего фильма. Стэнли Кубрик умер за несколько месяцев до выхода ленты в прокат. Премьера «С широко закрытыми глазами» состоялась 13 июля 1999 года в Лос-Анджелесе. Последний в карьере фильм Кубрика имел коммерческий успех, собрав в прокате 162 миллиона долларов и став самым прибыльным проектом режиссёра. После выхода картины на экраны исполнители главных ролей Том Круз и Николь Кидман расстались. К бракоразводному процессу актёров было приковано внимание СМИ. В качестве причины развода журналистами называлось вживание в роль уставших друг от друга супругов.
Отзывы профессиональных критиков были противоположными. Одни рецензенты критиковали картину за неактуальность, недостатки сценария и павильонные съёмки, другие называли ленту «шедевром». Эстетика фильма оказала влияние на культуру XXI века и произведения искусства, созданные в этот период времени.

## Сюжет
Успешный нью-йоркский врач Билл Харфорд (Том Круз) и его жена Элис (Николь Кидман) живут размеренной жизнью верхушки среднего класса. У них прекрасная квартира, нет материальных проблем, они воспитывают дочь. Но в их отношениях давно нет того самого «нерва», из их жизни ушла страсть.
История начинается накануне рождественских праздников, когда они идут на рождественский бал Виктора Зиглера (Сидни Поллак), миллионера и пациента Билла. Во время праздника супруги разделяются и флиртуют с незнакомцами: Элис танцует с венгром, а Билл общается с двумя моделями. Венгр предлагает Элис подняться наверх, чтобы «осмотреть картины Зиглера» — причём обоим ясно, что на самом деле он предлагает ей заняться сексом. Модели так же намекают Биллу, что не против прогуляться с ним «вдоль по радуге». В этот момент за Биллом приходит кто-то из персонала Зиглера и просит подойти в ванную комнату. Там доктор находит полураздетого Зиглера, а рядом с ним очень красивую обнаженную женщину, потерявшую сознание во время секса с хозяином из-за передозировки наркотиков. Биллу удаётся привести её в чувство. Также на вечеринке Билл встречает своего старого одноклассника Ника (Тодд Филд) — он музыкант в приглашённом для праздника оркестре.
Вернувшись ночью домой, Билл и Элис занимаются сексом. На следующий вечер Элис достаёт «травку», и они с мужем курят её. Затем Элис пытается вызвать Билла на откровение — не «трахнул» ли он двух девиц-моделей на вечеринке. Билл всё отрицает и напоминает своей жене о её флирте с венгром. Билл так же рассказывает, куда он на самом деле пропал в разгар вечеринки. При этом он уверяет Элис в своём доверии ей и делится мнением, что женщины инстинктивно моногамны. Пытаясь разрушить убеждённость мужа в своей верности, разозлённая Элис рассказывает ему о своих тайных сексуальных желаниях. Женщина признаётся, что во время семейного отдыха на Кейп-Код она случайно поймала взгляд незнакомого морского офицера. В тот день офицер занял все её мысли и она «готова была бросить всё ради него».
В порыве ревности Билл уходит из квартиры и начинает бродить по улицам ночного Нью-Йорка. Эта прогулка в праздничные дни заводит доктора дальше, чем он планировал. На каждом шагу Билл встречается с соблазнами. Сначала, явившись по вызову в дом к одному из своих богатых пациентов, который только что умер, доктор сталкивается с неожиданным признанием в любви от его дочери (Мэри Ричардсон).
Уйдя, Билл знакомится на улице с проституткой по имени Домино (Винесса Шоу)  и приходит с ней в её квартиру. Они начинают целоваться, когда звенит его мобильный телефон. Ответив на этот звонок от жены, Билл в итоге отказывается от близости с девушкой.
Позже герой приходит в кафе «Соната», где снова встречает Ника, выступающего с джазовым квартетом. Ник рассказывает Биллу о том, что каждый год в рождественские праздники его приглашают играть на одном очень особенном мероприятии — всем музыкантам завязывают глаза, но зато платят по-королевски. Однажды Ник тихонько сдвинул повязку и увидел сексуальную оргию с участием потрясающих женщин. Билл уговаривает Ника, и тот даёт ему пароль на вход и адрес загородного особняка на Лонг-Айленде.
Билл отправляется в магазин проката одежды, чтобы взять там смокинг на вечер, и становится свидетелем скандала между владельцем магазина и его дочерью, которую отец застаёт в постели с двумя мужчинами-азиатами. Полуобнаженная девушка сперва прячется за Биллом от родительского гнева, но, едва оправившись от страха, начинает с ним флиртовать.
Взяв в аренду смокинг, плащ и маску, главный герой направляется на такси до особняка.
Оказавшись внутри, Билл попадает на ритуальную оргию. Все присутствующие на ней люди носят венецианские маски, при этом мужчины одеты в смокинги, а женщины обнажены. Билл бродит по особняку как наблюдатель и становится свидетелем множественных половых актов в роскошных интерьерах. Через некоторое время Билла разоблачают как чужака. Его заставляют снять маску, и все присутствующие видят его лицо. Подразумевается, что Билл «приговорён», но неожиданно его вину берёт на себя неизвестная женщина в маске. Билла отправляют домой, а женщину уводят «стражи». Вернувшись к себе, Билл будит беспокойно спящую Элис, которая описывает ему только что приснившийся эротический сон, где она участвовала в оргии и презрительно смеялась над супругом. Билл молча слушает рассказ жены.
На следующее утро Билл пытается разобраться в происходящем. Он идёт в отель, где живёт Ник. Но клерк (Алан Камминг) сообщает главному герою, что Ник выселился из отеля ранним утром, при этом он выглядел избитым и его сопровождали два неизвестных человека. Билл едет на Лонг-Айленд, но возле особняка получает записку с предупреждениями и требованиями прекратить поиски.
Пытаясь забыться, Билл идёт к проститутке Домино, но узнаёт от её подруги, что Домино неожиданно уехала, так как обнаружила, что ВИЧ-инфицирована.
Уйдя, Билл замечает, что по улицам за ним следует какой-то мужчина. Пытаясь избежать этой слежки, Билл заходит в кафе. Здесь, читая вечернюю газету, он видит заметку о том, что бывшая королева красоты Нью-Йорка по имени Мэнди, ныне модель, скончалась накануне от передозировки наркотиков. Посетив морг, он узнаёт женщину, которую приводил в чувство на вечеринке Зиглера, — и начинает подозревать, что именно Мэнди была той таинственной женщиной, которая спасла его минувшей ночью ценой своей жизни.
Пребывая в шоке от всего происходящего, Билл получает вызов от Виктора Зиглера к нему домой. Там Виктор сообщает Биллу, что знает о произошедшем ночью, так как сам был в числе гостей и узнал Билла. На вопросы доктора о девушке, смерть которой описана в газете, Виктор утвердительно отвечает, что это та самая полумодель-полушлюха, которая была в его ванной комнате во время рождественской вечеринки, и что именно она «выкупила» Билла на ритуальной оргии. При этом Зиглер объясняет, что Билла сразу вычислили по тому, что он единственный приехал на такси, а не на личной машине, что он не знал другой пароль, необходимый внутри дома (которого на самом деле не было), а потом его просто запугали, чтобы он молчал о шалостях богатых и знаменитых. Виктор поясняет, что догадался, что Билл узнал про таинственный бал от музыканта, с которым был замечен за разговором в доме самого Зиглера. По его словам, «выкуп» со стороны Мэнди был лишь спектаклем, а её внезапная смерть — только совпадением: она была наркоманкой, и никто не убивал её специально, рано или поздно это непременно случилось бы с ней. И Биллу для собственного блага надо прекратить копаться в этой истории, потому что совпадения совпадениями, но активность пытливого доктора ставит под угрозу традицию подобных развлечений для людей, которые имеют реальную власть и деньги.
Дома Билл видит на подушке рядом со спящей Элис свою венецианскую маску, которую оставил в особняке прошлой ночью… Утром Билл рассказывает Элис о произошедшем с ним за последние двое суток. Элис в шоке. Чтобы успокоиться, супруги идут в магазин за подарками. Элис пытается взять себя в руки и говорит, что это всё было лишь испытанием их брака, им надо продолжать жить, выкинуть всё произошедшее из головы, но всё же: «Сны никогда не бывают просто снами». Она делится надеждой, что они «навсегда очнулись». Фильм завершается фразой Элис о том, что ей с Биллом нужно как можно скорее «трахнуться».

## Над фильмом работали
| - Том Круз — доктор Билл Харфорд - Николь Кидман — Элис Харфорд - Мэдисон Эджинтон — Хелена Харфорд - Сидни Поллак — Виктор Зиглер - Тодд Филд — Ник Найтингейл - Джулиан Дэвис — Мэнди - Мэри Ричардсон — Мэрион - Томас Гибсон — Карл - Гэри Коба — морской офицер - Винесса Шоу — Домино - Раде Шербеджия — Милич - Лили Собески — дочь Милича - Леон Витали — человек в красном плаще - Кармела Марнер — официантка - Алан Камминг — клерк - Сэм Дуглас — таксист | - Режиссёр: Стэнли Кубрик - Сценарий: Стэнли Кубрик и Фредерик Рафаэл; Артур Шницлер (роман) - Операторы: Ларри Смит, Патрик Тёрли, Эдди Тайс - Монтаж: Найджел Голд - Звук: Тони Белл, Пол Конуэй, Эдди Тайс - Художники-постановщики: Лес Томкинз и Рой Уокер - Арт-директора: Джон Феннер и Кевин Фиббс - Декораторы: Лиза Леоне и Терри Уэллс-старший - Костюмы: Марит Аллен и «Черрути» - Спецэффекты: Гарт Иннз и Чарлз Стэффелл - Композиторы: Жоселин Пук и Харви Броф |

|                                                                                       |  |  |  |  |
| Актёрский состав: Том Круз, Николь Кидман, Сидни Поллак, Раде Шербеджия, Лили Собески |  |  |  |  |

## Создание фильма

### Предварительная работа над проектом

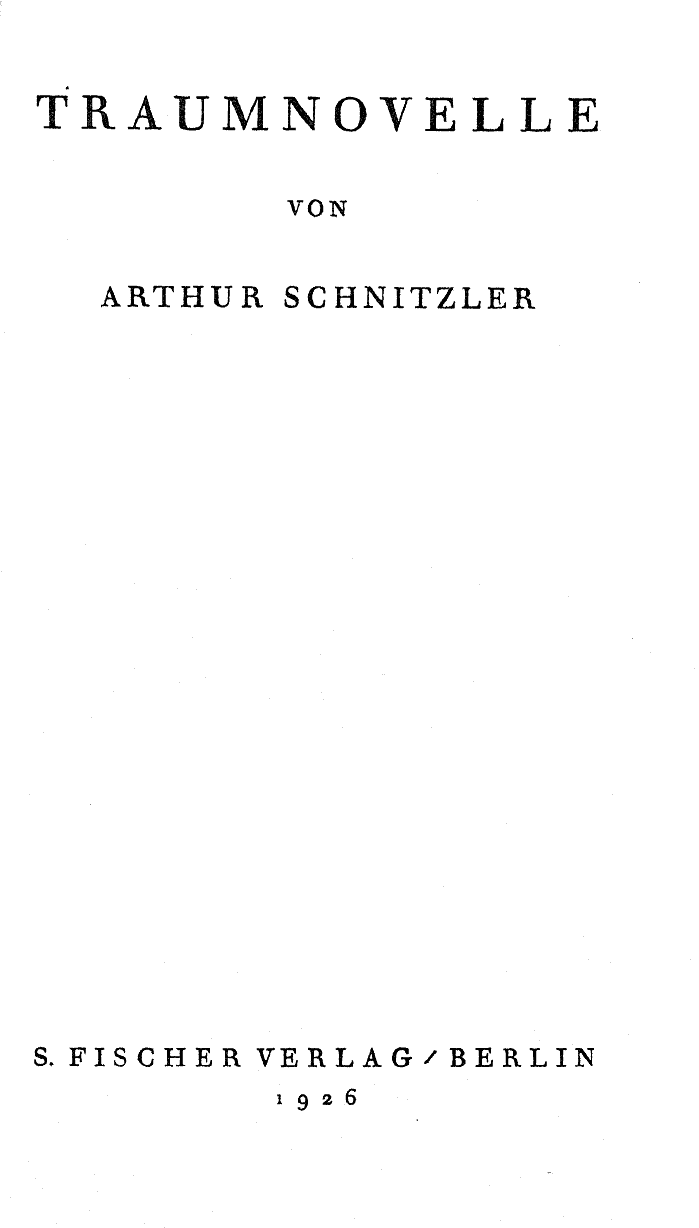
Обложка повести Артура Шницлера «Новелла о снах»

В 1968 году Стэнли Кубрик заинтересовался эротической повестью Артура Шницлера «Новелла о снах», написанной в 1925 году. Произведение затрагивало проблемы супружеской верности. Главные герои — живущий в Вене врач-еврей Фридолин и его неработающая жена Альбертина. Во время долгой беседы в спальне супруги признаются друг другу в тайных сексуальных желаниях, связанных с изменой. После окончания разговора Фридолин проводит остаток вечера, бродя по городу и сталкиваясь с сексуальными искушениями. Вихрь событий приводит к тому, что главный герой попадает на тайную оргию. В декадентском произведении Шницлера границы между реальностью, фантазией и сновидением были размыты.
После знакомства с книгой Кубрик дал прочитать её своей жене Кристиане, а позже рассказал коллеге-сценаристу Терри Саузерну о своих планах снять по мотивам повести мягкую порнографию с участием известных актёров. Права на экранизацию «Новеллы о снах» режиссёру удалось купить ещё в 1968 году. Спустя два года в рамках интервью Майклу Хофсессу Кубрик впервые публично упомянул о плане снять киноадаптацию повести Шницлера.
Тем не менее Кубрик отложил реализацию проекта и направил силы на создание других картин. В 1987 году, после выхода на экраны фильма «Цельнометаллическая оболочка», в карьере режиссёра наступила пауза. В девяностые годы Стэнли начал вести замкнутый образ жизни и почти не появлялся на публике. Этим даже пользовались самозванцы, выдававшие себя за режиссёра. Всё это время Кубрик работал над двумя сценариями: «Искусственный разум» и «Арийские документы». Видя все недостатки и понимая скептическое отношение студии Warner к новым проектам, режиссёр отложил их реализацию. Он вернулся к старой идее и вспомнил о «Новелле о снах».
Первоначально Кубрик планировал снять экранизацию в Дублине. По задумке это должна была быть чёрная комедия со Стивом Мартином в главной роли. Однако, желая получить высокие кассовые сборы, продюсер студии Warner настаивал, чтобы обе главные роли сыграли «звёзды». Кубрик согласился. Как раз в этот момент на съёмках в Англии находились супруги Том Круз и Николь Кидман, называемые киноведами «самой известной семейной парой в США»: Круз снимался в фильме «Миссия невыполнима», а его жена — в экранизации «Портрета леди» по Генри Джеймсу. Кубрик познакомился с актёрами и пригласил их в свою картину. Оба страстно желали сотрудничать с именитым режиссёром и приняли предложение, несмотря на слухи о сложном характере Кубрика и неоднозначных методах его работы. В лондонской газете «Таймс» утверждалось, что до начала съёмок Круз и Кидман пролистали сценарий лишь один раз. Оба актёра подписали открытый контракт, по условиям которого согласились работать над фильмом, пока Кубрик не закончит его. В интервью журналу Time Николь Кидман призналась, что согласилась бы на съёмки, даже если бы Кубрик и вовсе не показал ей сценарий: «Мне не нужно было читать сценарий. Я хотела работать со Стэнли».
Пригласив на главные роли голливудских актёров, режиссёр пришёл к выводу, что фабула произведения удачно впишется в контекст современности, и перенёс место действия на Манхэттен девяностых.
В качестве соавтора Кубрик выбрал Фредерика Рафаэла — плодовитого сценариста, в числе работ которого числился сценарий к фильму Стэнли Донена «Двое на дороге». Рафаэл несколько раз был у Кубрика дома, но в основном обсуждение работы проходило по телефону. Написанные страницы сценарист отправлял режиссёру по факсу. Кубрик вносил поправки в написанное.
Рафаэлу не нравилось придуманное режиссёром название «С широко закрытыми глазами». Рабочим заголовком было слово «Рапсодия». Кроме того, Рафаэл предлагал оставить упоминание о еврейском происхождении главных героев. Так можно было сохранить смысл эпизода с антисемитскими нападками агрессивной компании на главного персонажа. Кубрик же хотел, чтобы муж и жена были стопроцентными американцами. Одна из возможных причин — желание режиссёра сохранить Круза и Кидман в качестве главных актёров. Поэтому режиссёр переименовал героев в Билла и Элис Харфорд. Фамилия героев была отсылкой к актёру Харрисону Форду. С этого момента, согласно внесённым в сценарий поправкам, оскорбления группы хулиганов в адрес Билла стали носить не антисемитский, а гомофобный характер. Желая окончательно откреститься от еврейской тематики, Кубрик перенёс время действия с кануна Великого Поста на канун Рождества. Еврейское происхождение «сохранил» только введённый Рафаэлом персонаж Зиглер — богатый и фривольный пациент Билла. Рафаэл планировал показать предысторию Билла: его юношеские и студенческие годы. Кубрик отклонил предложение соавтора. Желая показать героя со стороны и сделать упор на мимику Круза, режиссёр избавился в сценарии от закадрового комментария Билла.
В своём раннем творчестве режиссёр обращался к произведениям писателей, отличающихся языковыми изысками: Владимир Набоков, Энтони Бёрджесс, Уильям Теккерей. Однако на этот раз Кубрик попросил Рафаэла как можно больше упрощать диалоги героев и отказываться от витиеватых фраз и острот. Реплики героев стали простыми и примитивными, за исключением редких монологов и диалогов — размышлений венгра о смысле вступления женщин в брак, откровений Элис, рассказа Зиглера в финале.

### Съёмки

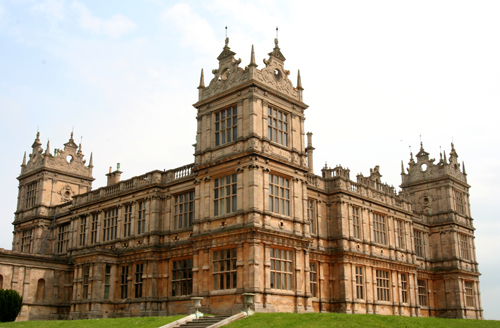
Поместье Ментмор Тауэрз, где снималась сцена тайной оргии

Съёмки фильма «С широко закрытыми глазами» начались 5 ноября 1996 года. Кубрик боялся летать на самолётах, поэтому решил снимать картину в Англии. Улицы Нью-Йорка были «построены» в лондонской студии «Пайнвуд Студиоз». Другими местами съёмок стали госпиталь Челси и Вестминстера, магазин игрушек «Хэмлис», кабаре «Мадам Джо Джоз», замок Хайклер, исследовательский центр в Брекнелле, Ментмор Тауэрз. На время создания картины Том Круз и Николь Кидман вместе с двумя приёмными детьми поселились в доме, находящемся недалеко от «Пайнвуд Студиоз». Супруги хотели проводить как можно больше рабочего времени рядом друг с другом. Однако Кубрик не позволил сделать этого и старался снимать актёров по отдельности. Сцена, в которой героиня Кидман проводит ночь с морским офицером, была снята на закрытой съёмочной площадке. Круз на ней не присутствовал.
Будучи перфекционистом, Кубрик работал без выходных и вносил изменения в сценарий на протяжении всего съёмочного периода. О поправках он извещал актёров по факсу уже в четыре часа утра. Режиссёр усердно работал над каждой сценой, переписывал их, проводил репетиции, спрашивал мнение у актёров. По утверждению Николь Кидман, «Стэнли хотел проработать каждый момент». В сценарии ничего не упоминалось об опьянении Элис на рождественской вечеринке. Но после долгой репетиции Кидман стало скучно, и она решила выпить бокал шампанского. Понаблюдав за актрисой на съёмочной площадке, Стэнли решил «опьянить» и сыгранную Кидман героиню.
За время съёмок картину покинули два актёра. Первоначально в роли Виктора Зиглера снимался Харви Кейтель. Кубрик исключил актёра из проекта после ссоры с ним. В телевизионном интервью в 2016 году Кейтель признался, что режиссёр неуважительно относился к нему на съёмочной площадке. От роли отказалась и Дженнифер Джейсон Ли. Актриса должна была играть женщину, потерявшую отца. Причиной отказа стал насыщенный график Ли: она параллельно снималась в фильме «Экзистенция». В качестве замен Кубрик выбрал Сидни Поллака и Мэри Ричардсон.
Кубрик не был стеснён временными рамками и тратил на каждую сцену столько дублей, сколько ему было необходимо. В результате съёмки шли медленно и сильно затянулись. Первый эпизод с участием Сидни Поллака (начало рождественского вечера) был отснят лишь за два часа. Актёр был уверен, что задержится на съёмочной площадке не более чем на три дня. Однако уже вторая сцена — разговор Зиглера и Билла возле бильярдного стола — снималась три недели. Винесса Шоу, сыгравшая роль проститутки Домино, рассчитывала потратить на съёмки две недели, но снималась в фильме два месяца. По воспоминаниям актрисы, на съёмки эпизода входа в квартиру Домино режиссёр потратил 70 дублей, после чего продюсер Ян Харлан сказал, что побит рекорд, установленный Кубриком в период работы над «Цельнометаллической оболочкой». По словам Тома Круза, актёры могли импровизировать, отходить от диалогов в сценарии, из-за чего получалось большое число дублей. На вопрос Круза «Что ты хочешь получить?» Кубрик отвечал: «Я хочу волшебство».
Сидни Поллак прокомментировал работу с Кубриком следующим образом:
Он страдал обычной болезнью режиссёров: ты держишь в голове готовый результат и не останавливаешься, пока не добиваешься его. Уверен, он не планировал снимать «С широко закрытыми глазами» 14 месяцев».
Съёмки продлились до июня 1998 года. Кубрик остался в рамках выделенного бюджета в 65 миллионов долларов, что было связано с практикой режиссёра использовать небольшую техническую бригаду. Несмотря на тяжёлые и долгие съёмки, Николь Кидман позже признавалась, что работа со Стэнли Кубриком стала для неё полезным опытом. По словам актрисы, она научилась открывать для себя что-то новое в каждом дубле.

### Постпродакшн и маркетинг

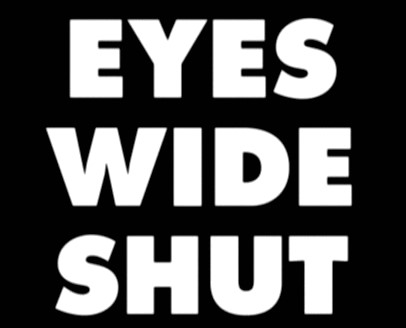
Эмблема фильма

Студией Warner Bros. была организована широкая рекламная кампания фильма. Упор был сделан на репутацию Кубрика как режиссёра неоднозначной картины «Заводной апельсин». При этом содержание «С широко закрытыми глазами» сохранялось студией в строгом секрете. В СМИ просочились слухи о том, что Кубрик снимает порнографический триллер, а Круз и Кидман играют супругов-психоаналитиков, которые проводят сексуальные эксперименты над собой и пациентами. Публика рассчитывала увидеть в фильме нечто невообразимое, несмотря на то, что к тому времени эротика и порнография были доступны зрителям.
Предварительная премьера для Круза, Кидман и руководства студии состоялась 1 марта 1999 года в Нью-Йорке. Реакция узкого круга зрителей была положительной. Кубрик был доволен результатом. Однако показанная в Нью-Йорке первоначальная версия картины не соответствовала той, которую демонстрировали в кинотеатрах четыре месяца спустя. Чтобы получить в США категорию «R» (лицам до 17 лет обязательно присутствие взрослого), Кубрик прибегнул к компьютерной графике, «спрятав» интимные подробности во время сцены оргии. Джеймс Нэрмор назвал данный вид цензуры «фиговыми листочками». Киновед отметил, что и без ретуши оргия не выглядела слишком пошлой, так как не было крупных планов гениталий и оргазмических стонов. Кубрик передал студии Warner Brothers окончательную монтажную версию всего за четыре дня до своей смерти — 3 марта 1999 года.
В других источниках сказано, что Кубрик умер до завершения работы и не успел окончить сведение звука и убрать все недостатки, замеченные им на предварительном показе. А решение о монтаже интимных моментов в сцене оргии принимал якобы уже не он, а руководство студии Warner. В американском прокате оргия была отцензурирована с помощью имитации силуэтов людей: на изображение был наложен эффект зрителей, встающих со своих с мест, и закрывающих своим телом свет кинопроектора.
В 2006 году актёр и военнослужащий в отставке Ли Эрми, снявшийся в картине Кубрика «Цельнометаллическая оболочка», дал интервью, в котором сказал, что режиссёр был крайне недоволен фильмом «С широко закрытыми глазами» после съёмок. По словам Эрми, во время телефонного разговора Кубрик сказал, что фильм «ужасен» и «противен» ему. Рассказ Ли Эрми был опровергнут близкими режиссёра, в том числе его дочерью Катариной, другом Тоддом Филдом и зятем. Продюсер Кубрика Ян Харлан утверждал, что Кубрик считал картину «С широко закрытыми глазами» «самой важной в своей фильмографии».

## Герои

### Билл

Костюм, в котором Билл пришёл на оргию

Уильям Харфорд — преуспевающий нью-йоркский врач. На работе мужчина окружён женским персоналом, красивые девушки есть и среди его пациенток. Герой женат на Элис девять лет и принимает жену как должное. Билл всегда говорит супруге, что она выглядит превосходно, хотя в этот момент может даже не смотреть на неё. Он не сомневается в верности Элис и спокойно оставляет её одну во время бала. Однако после признания жены в тайных сексуальных желаниях Билл будто превращается в «лунатика», исчезает его жизнерадостность и харизма.
В конце фильма Билл признаётся во всём жене, рассказав о своих «похождениях» за последние сутки. Поступок несёт духовный смысл и напоминает исповедь. Раскаяние показано автором фильма как единственный способ сохранить брак. Однако в картине есть и другой момент, объясняющий чувство вины Билла, ведь герой так и не изменил жене (ни во сне, ни наяву). Обеспеченного врача могут терзать мучения, связанные с потворством преступным делам Зиглера. Билл сохраняет в тайне все деяния своего богатого пациента. Высокий уровень жизни Харфордов поднимает вопросы и об их источниках дохода: это может быть нелегальная частная практика Билла или медицинские услуги, наподобие той, что была оказана им в ванной комнате во время рождественского бала.
Деньги имеют для героя важное значение. Фильм начинается с фразы Билла «Где мой кошелёк?». Уильям содержит свою безработную жену, считая её своим «приобретением». Он использует деньги, чтобы подкупить или очаровать продавца, проститутку и таксиста.
В некоторых ранних критических разборах исполнитель главной роли Том Круз был обозначен как слабое звено фильма, а его актёрская игра была описана как «деревянная». Молли Хаскелл писала, что в неудаче виноват не актёр, а режиссёр и «зрители должны быть признательны Крузу за то, что он потратил на съёмки три года, поверив в мнимую гениальность Кубрика». По мнению критика, молодой Круз не мог перевоплотиться в неуверенного в себе интеллигента, столкнувшегося с кризисом среднего возраста. Круз и сам признавал, что совершенно не похож на сыгранного им персонажа. Актёр назвал Билла Харфорда «замкнутым и необщительным» человеком, которому нравится рутинная жизнь. Однако встречались и положительные отзывы об актёрской игре Тома Круза. Так, Майкл Вилмингтон из Chicago Tribune отметил, что фильм сложно представить без главного актёра. По мнению критика Рода Дрейера, Круз сыграл достойно, но видно, что он «немного не в своей тарелке».

### Элис
Элис Харфорд — безработная жена Билла, которая работала раньше менеджером в художественной галерее. У женщины нет особых дел по дому. Её главная задача — быть красивой, заворачивать подарки на Рождество и помогать дочери с уроками. Все собеседники делают Элис комплименты, но на этом общение заканчивается.
Героиня располагает к себе. Её кукольная внешность и изящные губы говорят о благопристойности. В разговоре с дочерью она проявляет свои материнские чувства. Однако рыжие волосы и хищные глаза говорят о её странной природе. По мнению Нэрмора, «она мать и шлюха, детка, которая может „крепко пошалить“». Дома Элис любит стоять голой перед зеркалом и эротично двигаться. Она осознаёт собственную сексуальность и упивается своей красотой. Когда муж обнимает Элис, она даже не смотрит на него — её взгляд направлен в зеркало. Элис ощущает неравенство в отношениях. Её задевает поведение Билла на балу, вместе с тем, она сожалеет о собственном безрезультатном флирте. Ей не нравится осуждение обществом женской полигамии и принятие мужской. Чтобы спровоцировать мужа, Элис рассказывает о мимолётной встрече с морским офицером, при этом на её лице читается садистское удовольствие.
По словам Нэрмора, актёрская игра Кидман «производит более сильное впечатление», чем игра Круза. Критик обратил внимание на то, что актриса изобразила сразу два вида опьянения (алкогольное и наркотическое), а также произнесла два монолога в абсолютно разных эмоциональных состояниях.
Образ Элис может быть отсылкой к жене режиссёра: очки и причёска героини напоминают облик Кристианы Кубрик. В фильме Кубрик отдаёт должное супруге и своему третьему браку — самому долгому и счастливому.

### Другие персонажи

Маска, которую во время оргии носит неизвестная

Мэнди, которую в начале фильма спасает Билл, ассоциируется с девушкой в маске на оргии и с трупом из морга. Однако фильм не даёт однозначного ответа — одна и та же ли это личность. Кроме того, героинь сыграли разные актрисы. «Маску» — Эбигейл Гуд, Мэнди и труп — Джулиан Дэвис. В новелле труп девушки достают из реки. И этот факт доказывает, что женщина умерла не от передозировки наркотиков: её убили развратные богачи, посещающие оргию.
Пианист Ник Найтингейл является «двойником» Билла (как и Шницлер для Фрейда). Он бросил медицинский колледж и, по всей видимости, живёт захватывающей богемной жизнью. Желая поучаствовать в таинственной оргии, Билл следует за ним. В первоисточнике у Ника еврейские корни: в повести его фамилия звучит как Нахтигаль («Соловей»).
Банда, назвавшая Билла «педиком», напоминает шайку Алекса ДеЛарджа из другого фильма Стэнли Кубрика — «Заводной апельсин».
Поначалу Виктор Зиглер, обеспеченный пациент Билла, производит впечатление интеллигентного и порядочного человека. Позже между обаянием героя и его гнилой натурой возникает диссонанс. С моральной точки зрения, он низкий человек. Его адресованная Биллу фраза «ты спас мою задницу» говорит о том, что героя больше интересовала не жизнь Мэнди, а отсутствие необходимости нести ответственность. Зиглер пренебрежительно отзывается об окружающих («Этого Ника как там, мать его»), называет умершую девушку «шлюхой» и «наркоманкой». По мнению Джонатана Розенбаума, «Зиглер — единственный злобный персонаж в фильме, хотя его зло „обёрнуто“ в безупречные манеры». Джеймс Нэрмор назвал Виктора «отцовской фигурой» для Билла. Зиглер — очередной герой фильмов Кубрика, доказывающий, что если у человека есть ум и чувство вкуса, то это отнюдь не гарантирует его доброту и порядочность.

## Художественные особенности

### Фрейдистские мотивы
Словно во сне, разворачивается  полотно страхов и желаний – жена вальсирует с любовником, миловидная дочь пациента признаётся в своей страсти, проститутка и манит, и сулит смерть, мужские эротические фантазии о маленьких девочках пугающе конкретны. В бумажнике всегда есть деньги…

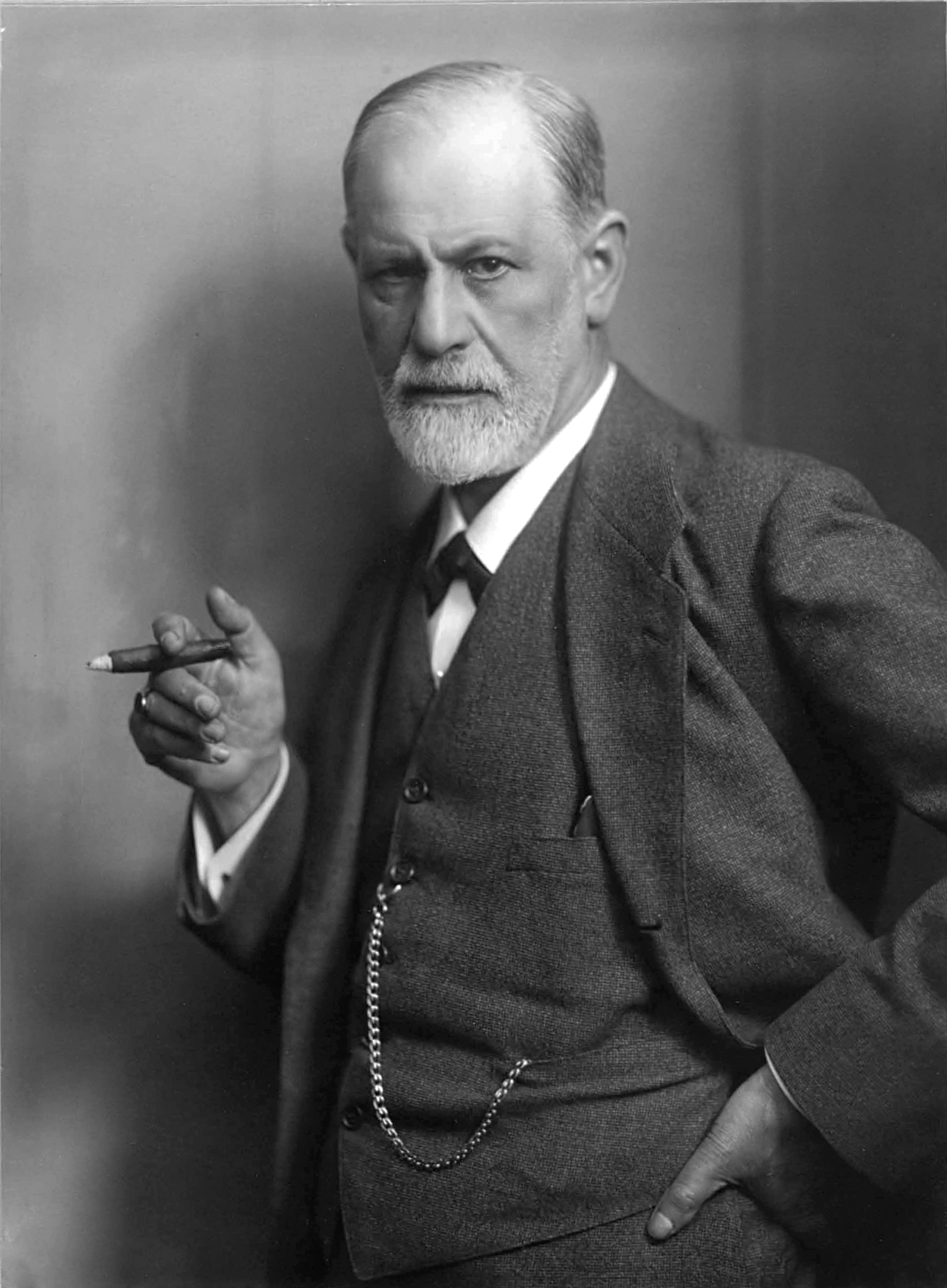
Зигмунд Фрейд

Автор первоисточника Артур Шницлер заинтересовался сексуальной психологией, ещё будучи студентом-медиком и читая труды Зигмунда Фрейда. Кроме того, писатель вёл дневники, в которых описывал свои сны (скопилось около шестисот описаний). Позже он познакомился с австрийским психологом лично. Сам Фрейд называл Шницлера своим «двойником». Со временем дружба писателя и психолога стала настолько тесной, что Фрейд начал избегать со Шницлером личных контактов.
Джеймс Нэрмор назвал главного героя Билла Харфорда «фрейдовским» персонажем, у которого неосознанные желания спутались с реальностью. Метаморфозы сюжета заставляют зрителя задаться вопросом: «Это правда или сон?». Фильм так и не даёт однозначного ответа. С другой стороны, по мнению Нэрмора, «ответы не так уж и важны». Отмечая возможность двоякой трактовки сюжета «С широко закрытыми глазами», киновед вспоминал другую картину Кубрика — «Сияние». «Раздвоенность» видна и в некоторых моментах фильма. Так, друг на друга похожи девушки-модели на рождественской вечеринке и две проститутки, живущие в одной квартире. Кроме того, по внешности, повадкам и жестам главные герои-супруги очень похожи на другую пару: Мэрион и её жениха Карла.
Почти все, кого Билл встречает в своём «сне», тем или иным способом предлагают ему секс. Эти люди — проекции его тайных желаний. Это касается и лиц мужского пола. Жеманное поведение портье, с интересом разглядывающего Билла, является двусмысленным. Неоднозначность приобретает и каждая из его фраз. Клерк стеснительно улыбается, пытается шутить, говорит, что «рад помочь Биллу в любое время», смотрит на уходящего Билла с тоской.
Однако Билл даёт отпор всем своим подсознательным желаниям (измена, гомосексуальность, педофилия). Сексуальное влечение главного героя сочетается со страхом, тревогой и одержимостью смертью. Атмосфера безвыходности, в которую он попал во время разоблачения на тайной оргии, типична для тревожного сна. Показан страх Билла заразиться СПИДом. В картине отражён постоянный страх «оживания» трупов и кукол.
Блуждания Билла по Нью-Йорку напоминают фрейдовские «пешеходные изыскания» с постоянными возвращениями и повторениями. Навязчивые повторения стали лейтмотивом фильма. Билл постоянно возвращается к мыслям о возможной измене жены, представляет её, занимающуюся сексом с офицером. Повторения отражены и в диалогах: Билл часто переспрашивает своих собеседников. Мишель Шион назвал реплики «попугайскими». С другой стороны, подобные диалоги, по мнению Нэрмора, позволили актёрам всесторонне проявить свой талант и играть мимикой, интонациями, ударениями и подтекстами.

### Особенности съёмки

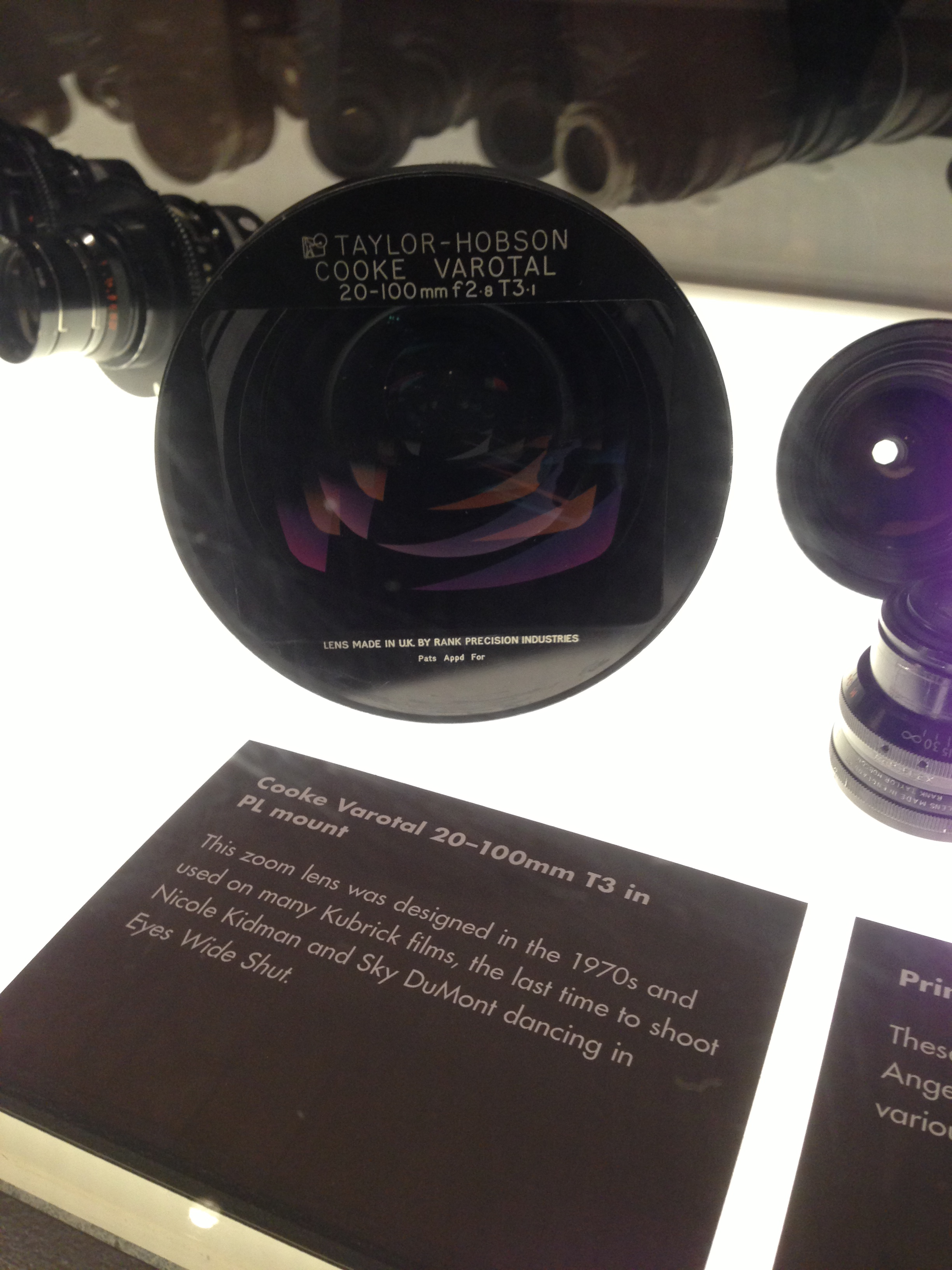
Вариообъектив, использованный во время съёмок

Кубрик был доволен работой осветителя Ларри Смита в фильмах «Барри Линдон» и «Сияние». В картине «С широко закрытыми глазами» Ларри выступил уже в качестве оператора-постановщика.
Режиссёр решил использовать стратегию, применённую им в фильме «Барри Линдон». Кубрик потребовал от Смита отказаться от студийного осветительного оборудования и сделать упор на естественные источники освещения. Люстры и огни рождественских ёлок не давали достаточно света, поэтому оператор использовал китайские лампы в виде бумажного шара (чайнаболлы), которые усилили потустороннюю атмосферу. Первоначально планировалась использовать сверхсветосильный объектив Zeiss Planar 50/0,7, которым отсняты некоторые сцены фильма «Барри Линдон». Однако объектив не подошёл из-за недостаточной глубины резкости. В качестве замены были выбраны Zeiss Superspeed T1.3 и ARRI T2.1. Оператор почти не использовал оптику с фокусным расстоянием больше 35-мм.
В картине активно использовался стедикам, который «двигался» по комнатам, «кружился» в танце вместе с героями и «бродил» за ними по кругу в магазине игрушек.
Авторы использовали и технологию рирпроекции, которая к моменту создания картины уже считалась устаревшей. Метод применялся в эпизоде, где показанный анфас Билл Харфорд бродит по улицам Нью-Йорка. Во время наложения проекции на задний фон Том Круз шёл по беговой дорожке. Кроме того, были наложены дополнительные световые эффекты, чтобы сымитировать свечение витрин. На съёмки небольшого эпизода было потрачено несколько недель. Необходимые для проекции кадры были сняты в Нью-Йорке.
Также в фильме активно использовался любимый приём Кубрика — длинные кадры. Средняя длина кадра в «С широко закрытыми глазами» составила 16,4 секунды (по этому показателю фильм уступил только кубриковской «Лолите»).

### Визуальная составляющая картины

Маски участников тайной оргии

Маски и манекены — повторяющийся мотив в творчестве Кубрика. В предыдущих картинах режиссёра встречались конечности манекенов («Поцелуй убийцы»), антропоморфная мебель в баре Korova («Заводной апельсин»), гротескные маски («Убийство», «Заводной апельсин»). В фильме «С широко закрытыми глазами» маски появляются не только на маскараде, но и на стенах комнат, что усиливает мистическую атмосферу. Венецианские маски в картине являются символом неопределённости и зыбкости, предвестником смерти. Художница по костюмам Марит Аллен использовала реквизит как метафору социальных масок: за внешней деликатностью героев может скрываться всё, что угодно. Члены оккультного сообщества, надев маски, могут вовсю проявлять свои скрытые инстинкты. Маска Билла, лежащая на подушке, может быть истолкована как стыд героя или его страх перед возможной расправой над ним или его близкими. Сам реквизит Мари Аллен нашла в магазине Joca Masks, в который зашла совершенно случайно. Там она купила несколько масок, сделанных в венецианской мастерской Kartaruga. Экземпляр, приобретённый лично для Тома Круза, оказался для актёра неудобным. Спустя пару месяцев хозяйке магазина позвонил лично Стэнли Кубрик и попросил изменить форму изделия. Сделать это оказалось невозможно. Тогда Марит предложила сделать слепок с лица Круза. Сначала Кубрик согласился, а потом отказался от идеи. Том Круз продолжил играть в старой маске.
Манекенами уставлен магазин костюмов «Радуга». Роль своеобразных «манекенов» играют и живые актёры. Дочь Милича общается с двумя мужчинами в макияже и ярких париках. Саму героиню можно сравнить с фарфоровой куклой из-за гладкой и белой кожи, накрашенных губ и блестящих глаз. Таким ходом подчёркнуто, что дочь Милича — товар, который её отец пытается продать Биллу.
Нью-Йорк в фильме также похож на нечто декоративное. Город в картине действительно «фальшивый», так как был снят в павильонах лондонской студии «Pinewood Studios». Пытаясь создать достоверный образ Нью-Йорка, Кубрик попросил фотографов снимать на улицах города случайных прохожих. Учитывая полученную информацию, режиссёр подобрал статистам соответствующую одежду. Режиссёр уделил особое внимание внутреннему убранству помещений. Так, интерьер дома Зиглера можно назвать богатым: лепнина, мраморные полы, ковры, коллекция античного фарфора, картины эпохи Ренессанса. Особняк, где проводится тайная оргия, увешан гобеленами и картинами маслом, написанными в классическом стиле. Зал, где Зиглер проводит рождественский бал, украшен золотыми занавесками и световыми гирляндами, что Нэрмор называет «венской реминисценцией». Джаз-клуб напоминает типичные заведения, посещаемые Кубриком в молодости. Кофейня, где Билл читает газету, напоминает типичные венские кафе довоенного времени: особые окна, деревянная мебель. В интерьерах есть отсылки к самому режиссёру и его личной жизни: квартира Харфордов похожа на квартиру, где Кубрик жил с семьёй в конце 1960-х годов. На стенах дома картины Кристианы Кубрик и Катарины Кубрик — жены и падчерицы режиссёра.
Важную роль в фильме играют цвета. Спальня Харфордов освещена ярким золотым цветом. Красный цвет проходит через всю картину как символ опасности. Например, в сцене разговора Билла с Зиглером режиссёр активно использует насыщенные цвета, среди которых выделяется кроваво-красный на бильярдном столе. Красные шторы в спальне главных героев символизируют гнев Элис во время ссоры. Кроме того, яркий цвет демонстрирует, что эротические мысли жены разжигают в Билле зависть и страстное желание испытать собственное сексуальное приключение в ту же ночь. Ритуал в особняке проводит человек в алой одежде, напоминающей облачение Великого Инквизитора испанской инквизиции. Представления Билла о том, как Элис занимается сексом с офицером, показаны как голубое монохромное «кино».

### Музыка

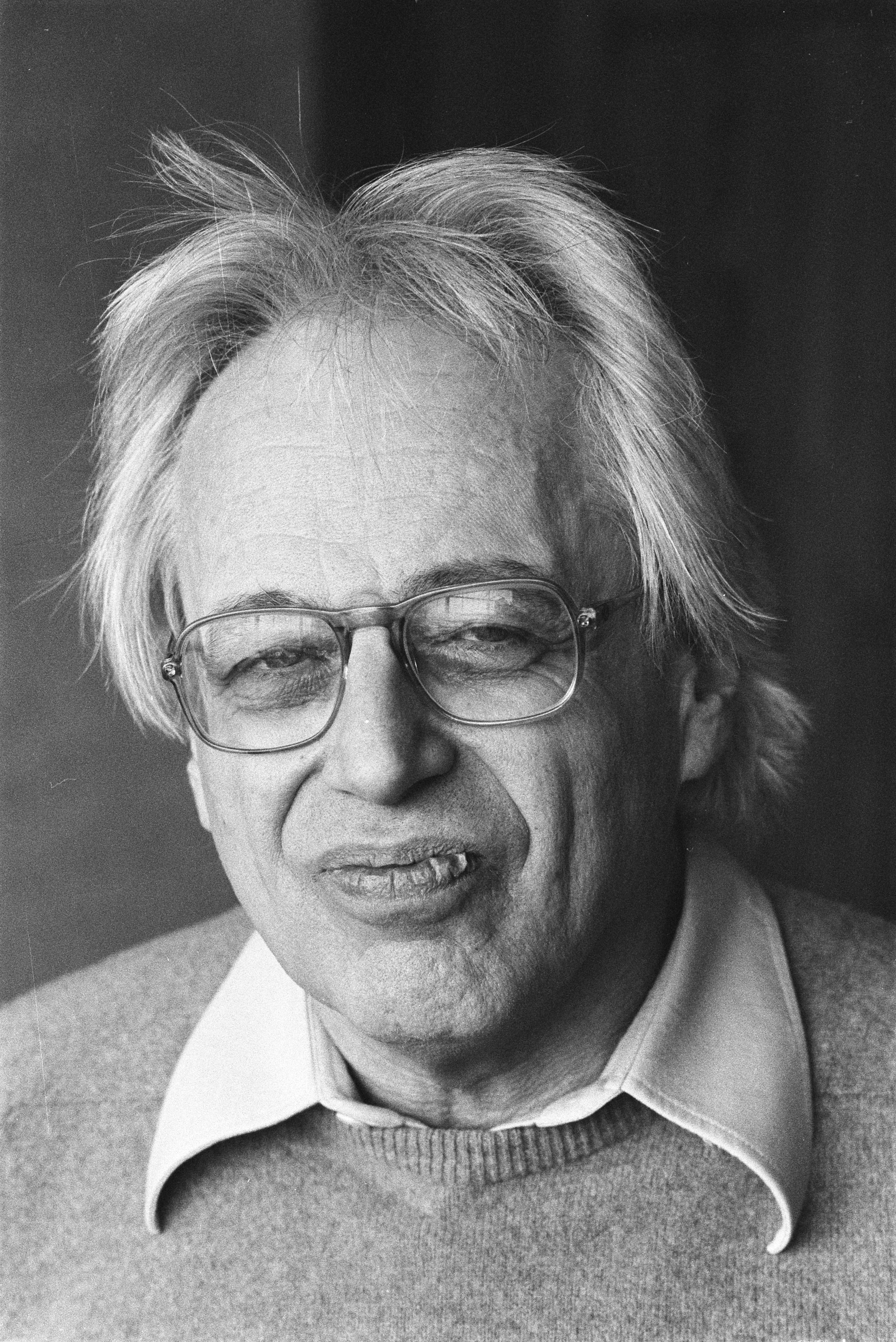
Дьёрдь Лигети

Действие картины разворачивается в конце 1990-х годов, но атмосфера Вены 1920-х сохранена благодаря музыке. В саундтрек включена композиция «Вена, город моей мечты» Рудольфа Сечинского. В первых кадрах звучит «Вальс № 2» из «Джазовой сюиты» Шостаковича, проникнутый венской культурой начала XX века. Данный эпизод отсылает к проблематике фильма: сексуальность, влечение, соблазн и разочарование.
Основной темой ленты стал отрывок из «Musica Ricercata II» Дьёрдя Лигети в исполнении пианиста Доминика Харлана. Мелодия звучит в самые напряжённые моменты фильма, включая эпизод, когда Билл увидел маску на подушке и зарыдал. Автор композиции отмечал, что в социалистической Венгрии 1950-х годов такая музыка была запрещена, и он написал её «для себя». По словам Лигети, Кубрик «понимал драматизм момента». По мнению Клаудии Горбмен, музыка в фильме пробуждает «ностальгию или даже меланхолию» и создаёт декадентскую атмосферу. Однако во время оргии звучит и танцевальная мелодия «Strangers in the Night».
Специально для фильма музыку написала Жоселин Пук. Перед съёмками фильма Кубрик сказал ей, что ему важно, чтобы музыка создавала атмосферу страха, но при этом звучала чувственно. Мелодии британского авангардного композитора не вписывались в конкретный жанр и сочетали в себе элементы оркестрового, электронного и поп-звучания. Кроме того, Пук создала звучащую на тайной мессе композицию «Священники задом наперёд», где в обратной перемотке звучит голос румынского священника. Кубрик хотел включить в картину пение шлок «Бхагавад-гиты», но вероятность протестов со стороны индуистских фундаменталистов заставила его отказаться от идеи.
Пароль «Фиделио», используемый в качестве пароля для входа в особняк, — отсылка к опере Людвига ван Бетховена, премьера которой состоялась в Вене в XIX веке. Композитор упоминался и в другом произведении Кубрика: Девятую симфонию Бетховена любит слушать юный насильник в «Заводном апельсине». Музыка композитора пробуждала тягу Алекса ДеЛарджа к сексу и насилию.
| №   | Название                                                      | Автор(ы)                                     | Исполнитель                             | Длительность |
| --- | ------------------------------------------------------------- | -------------------------------------------- | --------------------------------------- | ------------ |
| 1.  | «Musica Ricercata II (Mesto, Rigido E Cerimoniale)»           | Дьёрдь Лигети                                | Доминик Харлан                          | 4:17         |
| 2.  | «Waltz 2 From Jazz Suite»                                     | Дмитрий Шостакович                           | Royal Concertgebouw Orchestra           | 3:41         |
| 3.  | «Baby Did A Bad Bad Thing»                                    | Крис Айзек                                   | Крис Айзек                              | 2:54         |
| 4.  | «When I Fall In Love»                                         | Эдвард Хейман, Виктор Янг                    | The Victor Silvester Orchestra          | 3:00         |
| 5.  | «I Got It Bad (And That Ain't Good)»                          | Дюк Эллингтон, Пол Фрэнсис Уэбстер           | The Oscar Peterson Trio                 | 3:11         |
| 6.  | «Naval Officer»                                               | Жоселин Пук                                  | Жоселин Пук                             | 4:51         |
| 7.  | «The Dream»                                                   | Жоселин Пук                                  | Жоселин Пук                             | 4:57         |
| 8.  | «Masked Ball»                                                 | Жоселин Пук                                  | Жоселин Пук                             | 3:42         |
| 9.  | «Migrations»                                                  | Харви Броф, Жоселин Пук                      | Жоселин Пук и The Jocelyn Pook Ensemble | 3:44         |
| 10. | «If I Had You»                                                | Джимми Кэмпбелл, Рег Коннелли, Тед Шапиро    | Рой Джерсон                             | 7:01         |
| 11. | «Strangers In The Night»                                      | Берт Кемпферт, Чарльз Синглтон, Эдди Снайдер | Peter Hughes Orchestra                  | 2:31         |
| 12. | «Blame It On My Youth»                                        | Эдвард Хейман, Оскар Левант                  | Брэд Мелдау                             | 6:17         |
| 13. | «Grey Clouds»                                                 | Ференц Лист                                  | Доминик Харлан                          | 3:19         |
| 14. | «Musica Ricercata II (Mesto, Rigido E Cerimoniale) (Reprise)» | Дьёрдь Лигети                                | Доминик Харлан                          | 4:17         |

## Релиз

### Выход на экраны
Премьера фильма состоялась 13 июля 1999 года в Лос-Анджелесе, в кинотеатре «Мэннз Виллидж Тиэтр». После появления на экранах картины с участием Кидман и Круза публика также заинтересовалась и личной жизнью актёров, у которых начался бракоразводный процесс. При этом сценарист Фредерик Рафаэль отмечал, что до начала съёмок Круз и Кидман были крепкой парой. В 2001 году Николь Кидман и Том Круз развелись. Бывшие супруги объяснили своё расставание тем, что их отношениям мешает кинематографическая карьера. СМИ называли другую причину развода — глубокое погружение в персонажей, сыгранных супругами в фильме «С широко закрытыми глазами».
Несмотря на прохладный приём в США, «С широко закрытыми глазами» имел успех в странах Латинской Америки, Италии, Испании и Японии. Фильм полностью окупился в прокате, собрав 162 миллиона долларов при бюджете в 65 миллионов. Картина стала самой кассовой в карьере Стэнли Кубрика.
Кубрик не признавал дублированный перевод, считая, что он искажает авторский замысел. Поэтому в договорах с зарубежными прокатчиками режиссёр требовал, чтобы его картины демонстрировались с субтитрами. Это касалось и фильма «С широко закрытыми глазами»: перед смертью Кубрик запретил его дубляж. Разрешено было использовать перевод только в виде текстового сопровождения.

### Домашние издания
Фильм был издан в формате Blu-ray 23 октября 2007 года компанией Warner Home Video; обозреватель сайта Blu-ray.com Джеффри Кауфман (Jeffrey Kauffman) поставил диску оценку 3.5/5.
В сентябре 2019 года британской компанией Park Circus было объявлено о скором выходе фильма в формате 4K Blu-ray в честь двадцатилетия картины, также был представлен трейлер нового издания.

## Критика
Картинка в фильме зернистая и высококонтрастная, сцены освещены скупо, предметы подсвечены сзади, преобладают яркие основные цвета. Поместив действие в дни рождественских каникул, Кубрик воспользовался праздничным освещением, чтобы придать всему налёт чего-то показного, бьющего прямо в глаза.
Релиз последнего фильма Стэнли Кубрика был встречен критиками неоднозначно. Мнения рецензентов разделились. Одни видели в нём старомодную галлюцинацию главного героя с фрейдистским подтекстом, другие восторгались художественной смелостью, с которой Кубрик погрузился в исследование психологических проблем уставших друг от друга супругов. Картина «С широко закрытыми глазами» не получила престижных кинопремий, за исключением «Премии Бастоне Бианко» на 56-м Венецианском кинофестивале. На сайте-агрегаторе Rotten Tomatoes фильм собрал 76 % «свежих» отзывов. На Metacritic картина получила 68 баллов из ста возможных (на основе рецензий от профессиональных критиков). Джонатан Розенбаум предположил, что мнения критиков разделились по территориальному признаку: если чикагские критики были «в восторге» от картины, то представители Нью-Йорка оказались недовольны ею из-за «искусственности» показанного города. «Сложно снять фильм о городе, в котором ты не был вот уже 35 лет», — иронизировал, в частности, Хоберман.
Мэтт Мюллер охарактеризовал фильм как «устаревшую фрейдистскую историю». Род Дрейер (New York Post) отметил, что на фоне завышенных ожиданий фильм шокирует «банальностью и бессилием». Кеннет Туран из Los Angeles Times назвал работу Кубрика «наполовину блестящей, наполовину банальной». Визуальную составляющую картины критик оценил как «виртуозную», но сценарий назвал «неубедительным». Пол О’Каллаган посчитал ВИЧ-диагноз проститутки Домино «дешёвым» и «непростительно грубым» поворотом сюжета. Эндрю Саррис (издание Observer) назвал попытки Кубрика создать напряжение и атмосферу неизвестности «неудачными», а концовку фильма — «неуклюжей». По мнению кинокритика, в некоторых моментах Кубрик «перехитрил самого себя». В числе недостатков Джон Харти из The Seattle Times назвал то, что в ленте трудно разобраться. Критики отмечали, что если бы Кубрик дожил до окончания постпродакшна, он сумел бы довести фильм до совершенства и «отполировать» его. Так, Роджер Эберт раскритиковал цензуру в сцене оргии. Но, по словам Тома Круза, «в картине нет ничего, что Стэнли не одобрил». Актёр ревностно защищал «С широко закрытыми глазами» после выхода фильма на экраны.
Часть критиков не скупилась на восторженные эпитеты. Гленн Кенни назвал фильм «сверхъестественным шедевром», а Ричард Шикель — «последним шедевром Кубрика». Джанет Маслин из The New York Times включила «С широко закрытыми глазами» в десятку лучших фильмов 1999 года, отметив, что Кубрик оставил после себя «блестящую провокационную эпитафию». Майкл Уилмингтон из Chicago Tribune поставил фильму высшую оценку (четыре балла из четырёх), положительно охарактеризовав как задумку, так и итог съёмок. Кроме того, журналист позитивно оценил актёрскую игру Тома Круза и Николь Кидман, отметил работу Фредерика Рафаэла, а также созданную сценаристом юмористическую составляющую картины. По словам Уилмингтона, он увидел юмор в творчестве Кубрика впервые со времён «Заводного апельсина». Самым смешным эпизодом Роджер Эберт назвал диалог Билла и клерка в отеле. Джеймса Нэрмора рассмешила сцена с участием владельца магазина костюмов Милича и его дочери.

## Награды и номинации
| Награды и номинации               | Награды и номинации             | Награды и номинации        | Награды и номинации | Награды и номинации |
| Награда                           | Категория                       | Номинант                   | Результат           |                     |
| --------------------------------- | ------------------------------- | -------------------------- | ------------------- | ------------------- |
| Золотой глобус                    | Лучшая музыка к фильму          | Жоселин Пук                | Номинация           |                     |
| Венецианский кинофестиваль        | Премия Бастоне Бианко           | Стэнли Кубрик              | Победа              |                     |
| Синдикат французских кинокритиков | Лучший иностранный фильм        | Стэнли Кубрик              | Победа              |                     |
| Ассоциация кинокритиков Чикаго    | Лучший режиссёр                 | Стэнли Кубрик              | Номинация           |                     |
| Ассоциация кинокритиков Чикаго    | Лучшая операторская работа      | Стэнли Кубрик и Ларри Смит | Номинация           |                     |
| Ассоциация кинокритиков Чикаго    | Лучшая музыка                   | Жоселин Пук                | Номинация           |                     |
| Гильдия художников по костюмам    | Лучшие костюмы                  | Марит Аллен                | Номинация           |                     |
| Спутник                           | Лучшая женская роль — кинофильм | Николь Кидман              | Номинация           |                     |
| Спутник                           | Лучшая операторская работа      | Ларри Смит                 | Номинация           |                     |
| Спутник                           | Лучший звук                     | Пол Конуэй и Эдди Тайс     | Номинация           |                     |
| Сезар                             | Лучший иностранный фильм        | Стэнли Кубрик              | Номинация           |                     |
| Ассоциация онлайн-кинокритиков    | Лучший режиссёр                 | Стэнли Кубрик              | Номинация           |                     |
| Ассоциация онлайн-кинокритиков    | Лучшая операторская работа      | Ларри Смит                 | Номинация           |                     |
| Ассоциация онлайн-кинокритиков    | Лучшая музыка                   | Жоселин Пук                | Номинация           |                     |

## Влияние

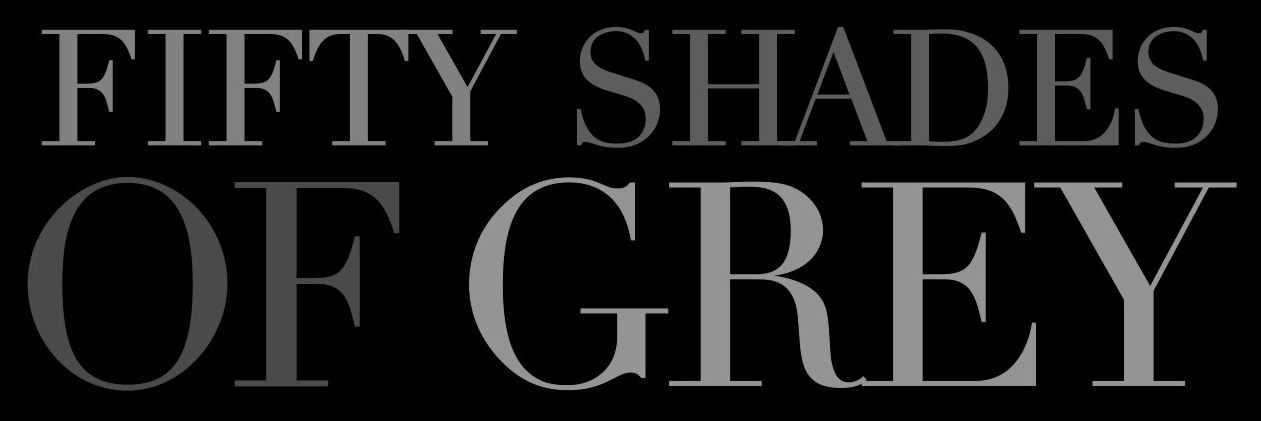
Эмблема фильма «Пятьдесят оттенков серого»

Фильм «С широко закрытыми глазами» с описанием ритуальной оргии богачей предвосхитил появление популярной книжной трилогии 2010-х годов Э. Л. Джеймс «Пятьдесят оттенков серого». Несмотря на то, что описание романтических отношений между зацикленным на БДСМ миллиардером Кристианом Греем и скромной девушкой Анастейшей Стил мало напоминает сюжет фильма Кубрика, режиссёр эротической экранизации «Пятидесяти оттенков серого» Сэм Тэйлор-Джонсон отсылает к творению Кубрика в эпизоде в просторном особняке, где проходит тонкая грань между сексуальным и зловещим.
Картина «С широко закрытыми глазами» повлияла и на характерную для культуры XXI века одержимость тайными обществами и теориями заговора. Подобной теме посвящены романы Дэна Брауна, написанные в 2000-х годах. В интернете можно найти много историй о том, что «С широко закрытыми глазами» был вдохновлён тайной деятельностью иллюминатов и масонов, и якобы Стэнли Кубрик был убит за попытки разоблачить их деятельность. Ходили слухи, что из фильма вырезана 24-минутная сцена, обличающая правящие элиты. На сайте фейковых новостей NewsPunch было выложено выдуманное интервью с Николь Кидман. Актриса якобы утверждала: «Кубрик говорил, что миром правят педофилы, и этой теме он хочет посвятить свой следующий фильм».
Кроме того, зрители делились огромным количество трактовок картины. По их мнению, фильм отражает желание представителей среднего класса преодолеть серость жизни; показывает, что секс — запретная территория, наркотик; и что в каждом человеке есть добро и зло.
Эстетика фильма остаётся актуальной много лет спустя. В 2010 году французский журнал Vogue отпраздновал свое 90-летие вечеринкой в стиле «С широко закрытыми глазами». Костюмы членов тайного общества и маску Билла Харфорда можно купить во многих магазинах карнавальной одежды.